# Stanojevići
Stanojevići su naseljeno mjesto u gradu Čapljini, Federacija BiH, BiH.

## Stanovništvo

### 1991.
Nacionalni sastav stanovništva 1991. godine, bio je sljedeći:
ukupno: 194
- Muslimani - 163
- Hrvati - 31

### 2013.
Nacionalni sastav stanovništva 2013. godine, bio je sljedeći:
ukupno: 108
- Bošnjaci - 100
- Hrvati - 8